# Ascoli Satriano
Ascoli Satriano (em latim: Ausculum) é uma comuna italiana da região da Puglia, província de Foggia, com cerca de 6.359 habitantes. Estende-se por uma área de 334 quilômetros quadrados, tendo uma densidade populacional de 19 hab/km². Faz fronteira com Candela, Castelluccio dei Sauri, Cerignola, Deliceto, Foggia, Lavello (PZ), Melfi (PZ), Ordona, Orta Nova, Stornarella.
Era conhecida como Ásculo (Ausculum) durante o período romano.

## Demografia
| Variação demográfica do município entre 1861 e 2011                               |
|                                                                                   |
| Fonte: Istituto Nazionale di Statistica (ISTAT) - Elaboração gráfica da Wikipedia |